# Діндер (національний парк)
Національний парк Діндер — національний парк і біосферний заповідник у східному Судані, який межує з ефіопським національним парком Аліташ.
Діндер лежить приблизно за 400 км на південний схід від Хартума, по обидві сторони річки Діндер.
Район Діндер був густонаселеним, коли його вперше відвідали європейці в 1861 році. У 1880-х роках, під час Махдистської війни та голоду, люди покинули цей регіон. У 1925 році Альфред Гаррісон знайшов лише сліди людського проживання. Національний парк Діндер був заснований у 1935 році відповідно до Лондонської конвенції 1933 року. Площа парку 10,000 км².

## Екологія
Національний парк Діндер знаходиться в екотоні між екорегіонами Сахель і Ефіопське нагір'я.
У парку мешкає 27 видів великих ссавців, таких як леопард, гепард, понад 160 видів птахів, 32 види риб, а також дрібні ссавці, рептилії та амфібії. Він знаходиться на головному пролітному шляху, який використовують птахи, що мігрують між Євразією та Африкою. У національному парку живе багато північноафриканських страусів.

### Загрози
Екологія парку знаходиться під загрозою через посягання скотарів, яких витісняються зі своїх традиційних пасовищ через розширення землеробства, головною причиною якого є збільшення населення регіону. Підрахунки диких тварин в парку між 1971 і 2001 роками показують стрімке зниження чисельності більшості великих видів ссавців, Так популяція коба звичайного скоротилася на 85 %, редунки — на 72 %, а орібі — на 68 %. Слона, чорного носорога, бегемота, нубійську жирафу, сомалійську газель та нільського крокодила було повністю знищено в парку. Також сильно зменшилась популяція африканського дикого собаки (Lycaon pictus).